# Alex Burns
Alexander Burns (ur. 4 sierpnia 1973 w Bellshill) – szkocki piłkarz występujący na pozycji napastnika.

## Kariera
Burns swoją zawodową karierę rozpoczął w klubie Motherwell, występującym w Scottish Premier Division. W sezonie 1994/1995 wywalczył z klubem wicemistrzostwo Szkocji. W 1997 roku przeniósł się do holenderskiego Heraclesa Almelo. 20 sierpnia 1997 w przegranym 1:2 meczu z FC Den Bosch zadebiutował w Eerste Divisie. Podczas pobytu w Heraclesie, który trwał przez sezon 1997/1998, rozegrał 24 ligowe spotkania i strzelił 5 bramek.
W 1998 roku podpisał kontrakt z angielskim klubem Southend United, rywalizującym w Division Three. Spędził tam rok, po czym w 1999 powrócił do Szkocji, stając się zawodnikiem zespołu First Division – Raith Rovers. W 2000 roku przeniósł się do innego klubu z First Division – Livingston, z którym w sezonie 2000/2001 awansował do Premier League. Mimo to Burns pozostał w First Division, podpisując kontrakt z drużyną St. Mirren.
W trakcie sezonu 2001/2002 przeszedł do Partick Thistle, z którym w pierwszym sezonie awansował do Premier League. Następnie był jeszcze zawodnikiem Motherwell, Clyde, Brechin City oraz Stranraer, gdzie zakończył swoją karierę w 2007 roku.